# Барак Солтыбайулы
Бара́к Солтыбайулы́, он же Бара́к Солтыба́ев (? — 1865), — казахский старший султан Аягузского внешнего округа. Потомок султана Абилпеиза. Родился в местечке около современного Аягоза. Польский путешественник Адольф Янушкевич в своих записях характеризует его как умного, добродушного, смелого, сравнивает его со степным Геркулесом. Солтыбайулы — участник подавления восстания Кенесары. Могила Барака расположена близ аула «Первое мая» Жарминского района Абайской области.